# Horst Raspe
Horst Raspe (* 2. Mai 1925 in Berlin; † 19. Dezember 2004 in München) war ein deutscher Schauspieler und Synchronsprecher.

## Leben
Horst Raspe debütierte als Theaterschauspieler 1947 an den Münchner Kammerspielen. Es folgte eine Vielzahl von Bühnenengagements.
Daneben übernahm Raspe seit Anfang der 1950er Jahre auch Rollen in Film- und Fernsehproduktionen wie der Hans-Fallada-Verfilmung Wer einmal aus dem Blechnapf frißt unter der Regie von Fritz Umgelter, mit dem Raspe noch häufiger zusammenarbeitete (Montserrat mit Robert Graf und Wolfgang Kieling sowie Der Traum des Eroberers mit Rolf Boysen). 1978 verkörperte er in Percy Adlons Der Vormund und sein Dichter den Zürcher Publizisten und Kritiker Carl Seelig, der dem an Schizophrenie erkrankten Dichter Robert Walser in dessen letzten 20 Lebensjahren als enger Vertrauter zur Seite stand. Der Film wurde auch im anglo-amerikanischen Raum unter dem Verleihtitel The Guardian and his Poet aufgeführt. Zu Raspes weiteren Filmen zählen Céleste (Regie abermals Percy Adlon) sowie Gastauftritte in den Krimiserien Die fünfte Kolonne und Der Kommissar.
Einem breiten Publikum wurde Horst Raspe jedoch als Sprecher für Rundfunk und Synchronisation bekannt. Er wirkte für zahlreiche Hörspielproduktionen des Bayerischen Rundfunks als Sprecher und Regisseur. Seine Stimme ist unter anderem in den Hörspielfassungen von Douglas Adams’ Per Anhalter ins All, J.R.R. Tolkiens Der Herr der Ringe (als Wirt Gerstenmann Butterblume) und Frank McCourts Die Asche meiner Mutter zu hören.
Darüber hinaus lieh Raspe als Synchronsprecher seine Stimme international bekannten Schauspielkollegen wie Bruce Dern (Coming Home und The Driver), Harrison Ford (Getting Straight), Terence Hill (Karthago in Flammen), Roddy McDowall (Funny Lady) sowie John Smith in der Vorabendserie Am Fuß der blauen Berge und Dennis Weaver in der Titelrolle der Krimiserie Ein Sheriff in New York. Raspe war auch der Sprecher von Otto Šimánek in der tschechoslowakischen Serie Pan Tau. Eine seiner letzten Rollen war Abe Simpson in Die Simpsons, den er als dritter Sprecher von der 10. bis zur 15. Staffel synchronisierte.
Sein Sohn Johannes Raspe arbeitet ebenfalls als Schauspieler und Synchronsprecher.

## Filmografie
- 1954: Wer einmal aus dem Blechnapf frißt
- 1960: Am grünen Strand der Spree (Fernsehmehrteiler, 1 Folge)
- 1962: Montserrat
- 1964: Der Traum des Eroberers
- 1967: Die fünfte Kolonne (Fernsehserie, 1 Folge)
- 1969: Der Kommissar (Fernsehserie, 1 Folge)
- 1978: Der Vormund und sein Dichter
- 1981: Céleste (Regie: Percy Adlon)
- 1983: Milo Barus, der stärkste Mann der Welt

## Synchronrollen (Auswahl)
Bruce Dern
- 1970: als Kevin Dirkman in Bloody Mama
- 1978: als Bob Hyde in Coming Home – Sie kehren heim
- 1978: als The Detective in Driver
- 1990: als Garrett „Onkel Bud“ Stoker in After Dark, My Sweet
- 2001: als Begleiter in The Glass House

Otto Šimánek
- 1970–1978: als Pan Tau / Alfons in Pan Tau
- 1980: als Kaufhausdetektiv in Luzie, der Schrecken der Straße
- 1981: als Der Lange in Die Märchenbraut
- 1984: als Schuldirektor in Die Besucher

### Filme
- 1965: James Fox als Gunthorpe in Die Einsamkeit des Langstreckenläufers
- 2002: Tom Rack als Bruder Abel in Sherlock Holmes – Der Vampir von Whitechapel

### Serien
- 1971: Emmerich Schäffer als Schiffskoch Thomas Murgridge in Der Seewolf
- 1997: Allan Arbus als Dominick Keith in Law & Order

## Hörspiele (Auswahl)
- 1980: Friedrich Ch. Zauner: Anrufe (2. Mann) – Regie: Ferry Bauer (Hörspiel – ORF Oberösterreich)
- 2000: (Audible: 2014): Eine Geburtstagstorte für die Katze (Pettersson und Findus 1)